# Sagida al-Rishawi
Sāǧida Mubārak ʿAṭrūs al-Rīshāwī (in arabo ساجدة مبارك عطروس الريشاوي‎?‎; Ramadi, 1965 o 1970 – 4 febbraio 2015) è stata una terrorista irachena.

## Biografia

### L'attentato
Sagida al-Rishawi è stata catturata il 9 novembre 2005 dopo un attentato ad Amman (Giordania). Il detonatore che innescava la cintura esplosiva che indossava non funzionò, al contrario di quello che portava suo marito, ʿAlī Ḥusayn ʿAlī al-Shamrī, morto nell'esplosione che entrambi avevano programmato. L'organizzazione al-Jamāʿat al-Tawḥīd wa l-Jihād (poi diventata "al-Qāʿida in Iraq") ha rivendicato l'attentato che aveva coinvolto simultaneamente, con tre distinte cariche esplosive, altrettanti alberghi della capitale giordana di Amman - tra cui il Radisson Hotel - frequentati prevalentemente da cittadini israeliani e turisti occidentali.
Secondo la confessione rilasciata dalla stessa Sāǧida al-Rīshāwī, i due coniugi avevano viaggiato dall'Iraq in Giordania 5 giorni prima dell'attentato pianificato, usando passaporti falsificati. Col marito, Sāǧida era entrata nella sala da ballo dell'Hotel Radisson durante un banchetto nuziale. Quando ebbe problemi nell'azionare il dispositivo che indossava, il marito la spinse fuori dalla sala prima di farsi esplodere, provocando la morte di 38 persone. Il totale delle persone uccise nei tre attentati fu di 57 persone.

### Procedimento penale
Sāǧida al-Rīshāwī fu catturata dalle forze dell'ordine giordane e confessò davanti alle telecamere della televisione statale. La sua confessione fu registrata in video con una cintura esplosiva indosso e un detonatore nella mano, mostrando come il dispositivo non avesse funzionato, ma in seguito ritrattò la propria confessione, affermando che le era stata estorta con la violenza. In seguito si specificò da parte della autorità giordane che la cintura esplosiva non era stata trovata indosso a Sājida, ma che era stata rinvenuta nelle sue vicinanze.
È stata condannata a morte per impiccagione da una Corte militare il 21 settembre 2006. Presentò domanda d'appello contro questo verdetto ma esso fu respinto nel gennaio del 2007. La sentenza capitale nei confronti di Sāǧida al-Rīshāwī non fu eseguita come previsto, a causa di una moratoria sulla pena di morte decretata dalla Giordania nel 2006, dichiarata conclusa alla fine del 2014.

### Coinvolgimento dello Stato Islamico e esecuzione della sentenza
Il 24 gennaio 2015 l'ISIS offrì di rilasciare il pilota giordano dell'F-16, Muʿādh al-Kasāsbeh, caduto nelle sue mani dopo che il suo velivolo era caduto per un danno meccanico, o era stato abbattuto sui cieli di Raqqa da un missile terra-aria nel settembre del 2014, in cambio della liberazione di Sāǧida al-Rīshāwī. Ostaggio dell'ISIS era anche il giornalista freelance giapponese Kenji Goto, ma il 31 gennaio 2015 questo fu decapitato dai terroristi.
Il 4 febbraio 2015, in risposta all'omicidio del pilota giordano ad opera dell'ISIS, le autorità di Amman procedettero tramite impiccagione all'esecuzione capitale a carico di Sāǧida al-Rīshāwī, attuando una serie di pesanti azioni di bombardamento aereo contro obiettivi di Da'esh in Siria.